# Leitersgraben
Der Leitersgraben ist ein kleiner, etwa zwei Kilometer langer Bach im unterfränkischen Landkreis Main-Spessart, der innerhalb der Gemeinde Hafenlohr verläuft und ein rechter Zufluss des Mains ist.

## Geographie

### Verlauf
Der Leitersgraben entspringt auf einer Höhe von ungefähr 187 m ü. NHN etwa ein Kilometer südlich von Windheim zwischen dem 235 m ü. NHN hohen Achtelsberg im Osten und dem  324 m ü. NHN hohen Trauberg im Westen. 
Er verläuft entlang des Achtelsbergs  stets in südöstlicher Richtung durch den Lautergrund und kreuzt am Ortsrand von Hafenlohr die Kreisstraße MSP 27.
Ab dort fließt er zum Teil unterirdisch verdolt den südwestlichen Ortsrand von Hafenlohr entlang durch den namengebenden Leitersgraben. 
Er durchquert noch das Gewerbegebiet von Hafenlohr, unterfließt die St 2315, dort auch Marktheidenfelder Straße genannt, und mündet schließlich kurz danach auf einer Höhe von etwa 142 m ü. NHN von rechts in den aus dem Norden heranziehenden Main.
Sein 2,55 km langer Lauf endet ungefähr 45 Höhenmeter unterhalb seiner Quelle, er hat somit ein mittleres Sohlgefälle von etwa 18 ‰.

### Einzugsgebiet
Das 2,19 km² große Einzugsgebiet des Leitersgrabens liegt im Unteren Maintal und wird durch ihn über den Main und den Rhein zur Nordsee entwässert.
Es grenzt
- im Nordosten an das Einzugsgebiet der Hafenlohr, die in den Main mündet;
- im Südwesten an das des Klinggrabens, der ebenfalls in Main mündet und
- im Westen und Nordwesten an das des Wachenbachs, der in die Hafenlohr mündet.

Das Einzugsgebiet ist im Nordwesten bewaldet, ansonsten dominieren landwirtschaftlich genutzte Flächen und im Mündungsbereich das Siedlungsgebiet von Hafenlohr. Die höchste Erhebung ist der Trauberg mit einer Höhe von 305 m ü. NHN im Westen des Einzugsgebiets.

## Flusshistorie
In der Vergangenheit war der Achtelsberg ein Umlaufberg des Mains und der Main floss damals durch den heutigen Lautergrund.